# П'ятий саміт Східного партнерства
П'ятий саміт Східного партнерства — дводенний саміт ініціативи Євросоюзу «Східне партнерство» (СхП), який пройшов 24 — 25 листопада 2017 року у Брюсселі.

## Підготовка
У процесі підготовки і безпосередньо на саміті проведено форум громадянського суспільства країн «Східного партнерства», зустрічі журналістів з керівниками країн-учасниць і зустрічі ділових кіл. Це п'ятий за рахунком саміт, перший відбувся в 2009 році в Празі. Саміти Східного партнерства проходять раз на два роки, минулий відбувся у травні 2015-го у Ризі.
У рамках підготовки саміту у Таллінні відбувається Форум громадянського суспільства Східного партнерства. 

## Перебіг
На форумі була розглянута та схвалена Резолюція, у якій по положенням щодо підтримки "незалежних російських ЗМІ" та про їх "присутність в інформаційному просторі" країн-партнерів, після низки переговорів була досягнута домовленість про те, що вони не поширюватимуться на Україну та Грузію. 

## Підсумки
Також країни-члени Євросоюзу дійшли компромісу щодо того, як буде сформульована згадка про європейські прагнення України, Молдови та Грузії у декларації прийдешнього саміту.
Документ закликає ЄС схвалити багатошвидкісний підхід до функціонування СхП, надавши нові можливості для країн, що підписали Угоду про асоціацію.

## Декларація саміту
У схваленій підсумковій декларації саміту СхП міститься натяк на можливу присутність миротворців на східному Донбасі.
Учасники саміту вітають залучення та посилену роль ЄС у вирішенні конфліктів на підтримку узгоджених форматів переговорів та процесів, у тому числі через безпосередню присутність ЄС у разі потреби.
За підсумками саміту Вірменія підписала з ЄС угоду про всеосяжне партнерство.